# Campionato mondiale femminile di pallavolo 1960
Il campionato mondiale femminile di pallavolo 1960 si è svolto dal 29 ottobre al 14 novembre 1960 a Niterói, Rio de Janeiro, San Paolo, Santo André e Santos, in Brasile: al torneo hanno partecipato dieci squadre nazionali e la vittoria finale è andata per la terza volta consecutiva all'URSS.

## Squadre partecipanti
- Argentina
- Brasile
- Cecoslovacchia
- Germania Ovest
- Giappone
- Polonia
- Perù
- Stati Uniti
- Unione Sovietica
- Uruguay

## Gironi
| Girone A                           | Girone B                           | Girone C                             |
| ---------------------------------- | ---------------------------------- | ------------------------------------ |
| Argentina Giappone Polonia Uruguay | Brasile Germania Ovest Stati Uniti | Cecoslovacchia Perù Unione Sovietica |

## Classifica finale
| Classifica | Squadre          |
| ---------- | ---------------- |
|            | Unione Sovietica |
|            | Giappone         |
|            | Cecoslovacchia   |
| 4          | Polonia          |
| 5          | Brasile          |
| 6          | Stati Uniti      |
| 7          | Perù             |
| 8          | Argentina        |
| 9          | Uruguay          |
| 10         | Germania Ovest   |